# 通貝斯區

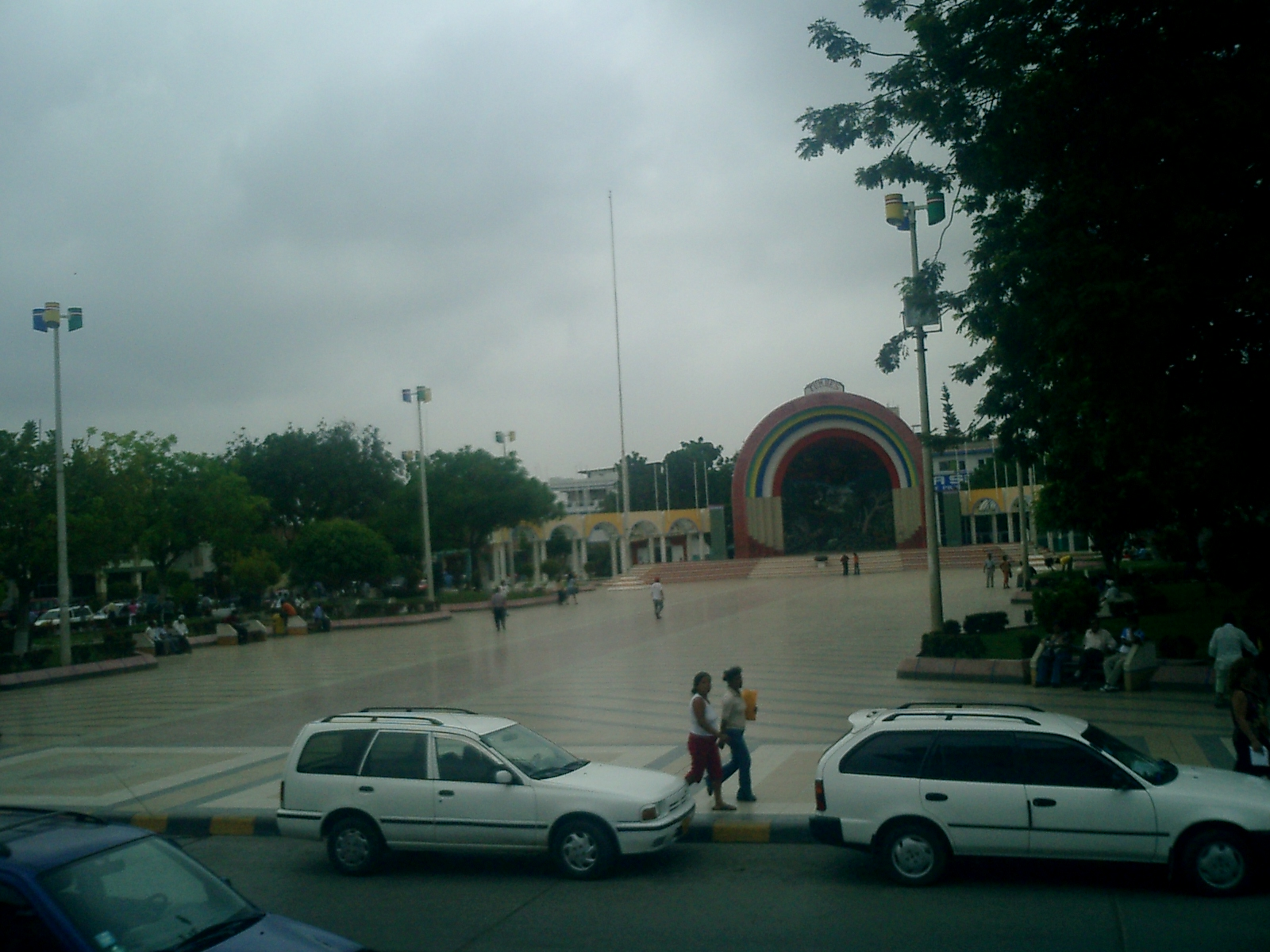

3°34′00″S 80°27′00″W / 3.5667°S 80.4500°W
通貝斯區（西班牙語：Distrito de Tumbes），是秘魯的一個區，位於該國西北部通貝斯大區的通貝斯省，始建於1821年7月21日，面積158.8平方公里，海拔高度7米，2005年人口92,646，人口密度每平方公里580人。